# إلياس مركس
سبتمبر 2024

محمد شرف الدين أمين (محمد أمين؛ وُلِد في 6 نوفمبر 1999) هو لاعب كرة قدم سوداني، يلعب في مركز الظهير الأيسر، ويمثل نادي أهلافورس آي إف السويدي. مثّل منتخب السودان في عدة مناسبات دولية منذ 2021.
شارك محمد في عدة أندية في الدرجات السويدية المختلفة، وبرز بأدائه الدفاعي الصلب، ويُعد من الأسماء الشابة الصاعدة في صفوف المنتخب السوداني منذ 2021.

## الإحصاءات المهنية

### الأندية
| النادي          | الموسم          | الدوري                         | مباريات | أهداف | الكأس | أهداف | أخرى | أهداف | الإجمالي | أهداف |
| --------------- | --------------- | ------------------------------ | ------- | ----- | ----- | ----- | ---- | ----- | -------- | ----- |
| نوربي           | 2018            | سوبريتان                       | 0       | 0     | 0     | 0     | 0    | 0     | 0        | 0     |
|                 | 2019            | سوبريتان                       | 0       | 0     | 0     | 0     | 0    | 0     | 0        | 0     |
| المجموع         |                 |                                |         |       |       |       |      |       |          |       |
| فارجوردا        | 2019            | الدرجة الثانية - نورا يوتالاند | 18      | 0     | 2     | 0     | 0    | 0     | 20       | 0     |
|                 | 2020            | الدرجة الثانية - نورا يوتالاند | 6       | 1     | 0     | 0     | 0    | 0     | 6        | 1     |
| المجموع         | المجموع         | 24                             | 1       | 2     | 0     | 0     | 0    | 26    | 1        |       |
| موتالا          | 2021            | الدرجة الثانية - سودرا سفيلاند | 11      | 0     | 0     | 0     | 0    | 0     | 11       | 0     |
| الإجمالي المهني | الإجمالي المهني | 35                             | 1       | 2     | 0     | 0     | 0    | 37    | 1        |       |

ملاحظات
1. ↑  مباريات في كأس السويد

### دوليًا
| المنتخب | السنة | المباريات | الأهداف |
| ------- | ----- | --------- | ------- |
| السودان | 2021  | 2         | 0       |
| المجموع |       | 2         | 0       |

## وصلات خارجية
- إلياس مركس  على سكروي
- "صفحة اللاعب إلياس مركس". ترانسفير ماركت.كوم (بالإنجليزية).